# Polymixis canescens
Polymixis canescens is een vlinder uit de familie van de uilen (Noctuidae). De wetenschappelijke naam van de soort is voor het eerst geldig gepubliceerd in 1826 door Philogène-Auguste-Joseph Duponchel.